# Yugwa
El yugwa o yumilgwa es un tipo de hangwa (dulce tradicional coreano) hecho friendo una mezcla de harina y miel. El nombre suele acortarse como yugwa, si bien el original es yumilgwa por el procedimiento de elaboración: freír y hornear. Suele dividirse en dos categorías: yakgwa (약과) y gangjeong (강정).

## Tipos
- Yakgwa (약과), hecho de una mezcla prensada de harina de trigo amasada, aceite de sésamo y miel. El nombre procede de la miel (yak).[1]
- Gangjeong (강정), de masa seca de harina de arroz.[2]